# Peter Van Den Abeele
Peter Julien Anna Van Den Abeele (Gent, 1 mei 1966) is een Belgisch voormalig veldrijder en mountainbiker. 

## Levensloop
Van Den Abeele was prof van 1991 tot 2000. Hij werd Belgische kampioen bij de beroeprenners in 1994 in Soumagne, in totaal won hij 17 wedstrijden in deze categorie. In 1997 won hij tevens het Belgische kampioenschap mountainbike bij de elite. Van Den Abeele vertegenwoordigde België tweemaal (1996 en 2000) als mountainbiker op de Olympische Spelen, maar reed de wedstrijd in beide gevallen niet uit.
Na zijn wielercarrière werd hij in december 2003 UCI-coördinator voor het veldrijden en mountainbiken.

## Palmares

### Veldrijden
| Seizoen   | Aantal zeges | BK / WK | Wereldbeker | Superprestige | GvA Trofee | Overige                                              |
| --------- | ------------ | ------- | ----------- | ------------- | ---------- | ---------------------------------------------------- |
| 1988-1989 | 1            |         |             |               |            | Leudelange                                           |
| 1989-1990 | 0            |         |             |               |            |                                                      |
| 1990-1991 | 0            |         |             |               |            |                                                      |
| 1991-1992 | 2            |         |             |               | Oudenaarde | Oostende                                             |
| 1992-1993 | 0            |         |             |               |            |                                                      |
| 1993-1994 | 1            | BK      |             |               |            |                                                      |
| 1994-1995 | 0            |         |             |               |            |                                                      |
| 1995-1996 | 1            |         |             |               |            | Crauthem                                             |
| 1996-1997 | 4            |         |             |               |            | Contern, Charleville-Mézières, Tétange, Fond de Gras |
| 1997-1998 | 0            |         |             |               | Oudenaarde | Boulder, Kayl                                        |
| 1998-1999 | 1            |         |             |               |            | Notthingham, Duara, Bilbao, Veldegem                 |
| 1999-2000 | 1            |         |             |               | Oudenaarde |                                                      |

### MTB
| Seizoen | Wereldbeker | Kampioenschappen | Overige | Totaal aantal zeges |
| ------- | ----------- | ---------------- | ------- | ------------------- |
| 1997    |             | BK               |         | 1                   |
| 1998    |             |                  | Malmedy | 1                   |

Berden · Cretskens · Daniels · De Schoenmaecker · Demeyere · Gerits · Guns · Huvaere · Leukemans · Schoonacker · Stremersch · Theunis · Thijs · Trouvé · Van Den Abeele · Van Roosbroeck · Vannoppen · Vereecke · Vidts